# Lotta Törnroth
Lotta Törnroth, född 10 november 1981, är en svensk konstnär som arbetar främst med fotografi och text. Hon är utbildad vid Högskolan för fotografi, numera Akademi Valand, i Göteborg och Aalto-universitetet, högskolan för konst, design och arkitektur i Helsingfors. Törnroth mottog 2014 Victor-stipendiet av Hasselbladsstiftelsen.